# Juvenalis von Benevent
Juvenalis († ca. 132 in Benevento) war ein früher christlicher Märtyrer und Heiliger.
Juvenalis wird als Stadtpatron in Benevento verehrt, wo er unter Kaiser Hadrian den Märtyrertod erlitten haben soll. Über sein Leben ist wenig bekannt. Mitunter wird er mit dem späteren Bischof von Narni gleichen Namens verwechselt. Die Reliquien des Heiligen befinden sich in der Kirche Santa Sophia in Benevento; ihnen wird u. a. die Befreiung der Stadt von der Pest zugeschrieben, außerdem ist er Stadtpatron von Fossano und Namensgeber des dortigen Doms. Gedenktag des Heiligen ist der 7. Mai.